# Детелинара
За градску општину Новог Сада која је постојала од 1980. до 1989. године погледати чланак: Општина Детелинара.
Детелинара је градска четврт Новог Сада.

## Историја и име насеља
На Детелинари су пронађени археолошки налази датирани у млађе гвоздено доба (латен). То је период када келтска племена, након пораза код Делфа (279. године п. н. е.) настањују Подунавље, мењајући културу и обичаје староседелаца, из чега настаје заједница Скордиска. За долазак Келта везују се многе новине на нашем простору, пре свега употреба витла за израду грнчарије и ковање сребрног новца.
Данашње насеље Детелинара основано је после Првог светског рата. Почетком двадесетих година 20. века подручје данашње Детелинаре било је неизграђена површина претежно засејана детелином, па је на основу тога настао и данашњи назив насеља. Толики засад детелине био је оправдан јер је садашња касарна Мајевица у то време била велики гарнизон са коњицом. Локални становници су гајили детелину и продавали је војсци. Овакво стање се променило када је касарна Мајевица постала највећи војни аеродром у тадашњој Краљевини СХС (нпр. као Батајница данас у Србији). И данас се види бетонска писта са које су полетали/слетали авиони.
Одмах после Првог светског рата пољопривредне парцеле на простору Старе Детелинаре додељиване су аграрним интересентима, али су под притиском радничког становништва, градске власти одлучиле да додељују овде и плацеве за приземну градњу породичних кућа. Подељено је 1925. око 200, а 1927. још 300 плацева. Учестала је била и појава дивље градње. Плацеви су у почетку били ближе граду (од данашње улице Бранка Бајића, до улице Јанка Веселиновића) и захватали су велике површине. Због све већег броја заинтересованих, додељивани су касније мањи плацеви на периферијским деловима. Пре Другог светског рата, 1937-38. године, овај крај је званично назван «Ивањданско насеље» («Иванданско насеље»), али се тај назив није задржао.
После Другог светског рата, северно од улице Корнелија Станковића, на Новој Детелинари, следи изградња вишеспратница, све до улице Облачића Рада. Између 1980. и 1989. године Детелинара је била једна од седам градских општина које су тада чиниле Град Нови Сад. Ова општина је, поред Детелинаре, обухватала градске четврти и делове града Сајмиште, Банатић, Авијатичарско Насеље, Југовићево, Индустријска Зона Југ, Индустријска Зона Север, Горње Ливаде, Римски Шанчеви, као и насељена места Руменка, Кисач и Степановићево.
Током НАТО бомбардовања 1999. године, оштећене су стамбене зграде и школа на Детелинари. Школа је рестаурирана, али је оштећење на стамбеним зградама било толико да су морале бити исељене и касније порушене.
За развој насеља битан је био комуникацијски значај Руменачке улице и Руменачког пута, с обзиром на везу са фабрикама на једној страни и сеоским насељима на другој, што је за првобитно радничко-сељачко становништво било посебно важно. Касније је, досељавањем новог становништва које је улагало свој капитал у изградњу и развој, дошло до значајне промене изгледа насеља, а уместо старих породичних кућа изграђене су модерне вишеспратнице и нови булевари. Градња нових стамбених објеката је и даље у току.

## Делови насеља
Детелинара се дели на Стару Детелинару (јужно од улице Корнелија Станковића), насељавану после Првог светског рата и Нову Детелинару (северно од поменуте улице), изграђену после Другог светског рата. Будући да су на подручју Старе Детелинаре у новије време изграђени модерни стамбено-пословни објекти који су новији од оних на Новој Детелинари, неки Новосађани често бркају ова два назива (постојање новијих објеката не значи промену назива насеља). 

## Месне заједнице
Подручје Детелинаре подељено је у три месне заједнице:
- 1. МЗ „Детелинара“ - обухвата подручје Старе Детелинаре и део Сајмишта (укључујући комплексе Новосадског сајма и Клиничког центра Војводине)
- 2. МЗ „Раднички“ - обухвата источни део Нове Детелинаре, источни део Авијатичарског Насеља и Индустријску зону југ
- 3. МЗ „Југовићево“ - обухвата западни део Нове Детелинаре, западни део Авијатичарског Насеља, као и највећи део Југовићева

## Популација
Према подацима ЈКП „Информатика“ за 2021. годину, у све три месне заједнице које укључују Детелинару живи око 44.000 становника, од чега у МЗ „Детелинара“ око 23.500, у МЗ „Раднички“ око 8.700 и у МЗ „Југовићево“ око 11.500.

## Границе насеља
На западу од Детелинаре је Ново Насеље (Бистрица), а границу између Детелинаре и овог насеља чини Булевар Европе - раније улица Веселина Маслеше и теретни железнички колосек. Према северу, Детелинара се граничи са Авијатичарским Насељем (улицом Облачића Рада), на истоку се граничи са Банатићем и Индустријском зоном (дуж Руменачке улице), а на југу је Сајмиште, односно подручје јужно од улице Бранка Бајића. Према неким тумачењима, Нова Детелинара се простире са обе стране Руменачке улице, а источну границу насеља чини железничка пруга.

## Привреда и трговина
У насељу се налази Детелинарска пијаца. С обзиром да је Детелинара претежно стамбено насеље, привредна делатност се углавном базира на мањим трговачким, услужним и занатским радњама и фирмама, које испуњавају потребе локалног становништва.
Док се насеље није развило, овде су постојале две трговачке радње, на углу улице Корнелија Станковића и трга Мајке Јевросиме и на углу Руменачке и улице Корнелија Станковића. После Другог светског рата, трговинску делатност покривало је предузеће „Звезда“.

## Образовање и култура
На Детелинари се налази средња школа за дизајн „Богдан Шупут“, као и основне школе „Доситеј Обрадовић“ и „Светозар Марковић Тоза“. Постоје и објекти где се одржавају културне приредбе.

## Црква
Урбанистичким планом из 1925. године било је предвиђено да се овде подигне Иванданска црква, али то није реализовано све до 2004. године када је започето копање темеља цркве посвећене Рођењу св. Јована Крститеља - Ивандан. До маја 2008. године, црква је изграђена до 4 метра висине (од предвиђених 12 m). Приближно 4.500 m² земљишта добијених од града Новог Сада предвиђено је да буде искоришћено за изградњу православног храма, звоника и парохијског дома. Изградња звоника је започета маја 2008. а средином 2008. године предвиђен је и почетак изградње парохијског дома.

## Спорт
У близини Детелинаре, преко Руменачке улице у Индустријској зони југ, налази се стадион фудбалског клуба „Нови Сад", који игра у Првој лиги Србије и за који навијају становници Детелинаре. Навијачи овог клуба организовани су у навијачку групу „Корида“. Овде делују и шаховски клуб „Детелинара-Дивкомерц“ и спортско друштво „Раднички“, богате традиције, са рукометним, куглашким и стонотениским клубом.
Давне 1980. године професор физичког васпитања и тренер фудбала Радонић Војисалв покреће јединствени пројекат за то доба, у наставу физичког васпитања за дечаке се уводи трећи час физичког васпитања, а ради се предмет фудбал. Након освајања многих признања и награда на такмичењима стигла је и потврда Фудбалског савеза Србије за ову идеју.
Од 1993. године са радом почиње одбојкашки клуб "СПОРТИСИМО ПАЈП" који за циљ има афирмацију што већег броја деце кроз овај спорт који је главно обележје Града Новог Сада, јер имамо вишеструког узастопног шампиона државе и освајача многих других трофеја. За функционисање и обележавање 25 година рада овог клуба задужен је Радонић Ненад, професор физичког васпитања, рођени Детелинарац.
Поред многих истакнутих спортиста, један се истакао по својим вредностима, Бајшански Горан. Двоструки светски и европски освајач златне медаље у савате боксу, а познат је по свом хуманизму и подизању свести код омладине, што га је у поприличној мери издвојило од осталих спортиста и Детелинараца.

## Саобраћај
Детелинару са центром града повезују аутобуске линије број 3 и 5 а кроз насеље или улицама које га омеђују пролазе и аутобуске линије 7, 8, 11А, 11Б, 41, 42 и 43.

## Галерија
- Детелинара, улица Браће Поповић
- Детелинара, Трг Мајке Јевросиме
- Детелинара, улица Веселина Маслеше
- Детелинара, Руменачка улица 2004. године
- Детелинара, Суботички булевар (Булевар Европе)
- Детелинара, Суботички булевар (Булевар Европе)
- Детелинара, Суботички булевар (Булевар Европе)